# ایوان لن
ایوان لن (اوکراینی: Іван Анатолійович Лень؛ زادهٔ ۲۵ ژوئیهٔ ۱۹۸۲) بازیکن فوتبال اهل اوکراین است.
از باشگاه‌هایی که در آن بازی کرده‌است می‌توان به باشگاه فوتبال اوورلا اوژهورود و باشگاه فوتبال اوبولون-برووار کیف اشاره کرد.